# Marjan Turnšek
Marjan Turnšek, slovenski nadškof, profesor-teolog in pisatelj, * 25. julij 1955, Celje.
Od 3. februarja 2011 do 31. julija 2013 je bil mariborski nadškof , s čimer je postal 8. škof oz. 2. nadškof ordinarij v Mariboru in 61. škof v vrsti lavantinskih škofov . Do vključno s študijskim letom 2010/11 je predaval na Teološki fakulteti v Ljubljani ter ponovno začel predavati v akad. letu 2015/2016.

## Življenjepis
Turnšek se je rodil v Celju, kjer je obiskoval osnovno šolo in gimnazijo (leta 1974 je maturiral na Celjski gimnaziji). Študij je nadaljeval na Teološki fakulteti v Ljubljani, kjer je leta 1981 diplomiral z nalogo Zgradba in sporočilo duhovniškega poročila o stvarjanju : (Gen 1,1-2,4a) pod mentorstvom Jožeta Krašovca.
Duhovniško posvečenje je prejel 28. junija 1981 in bil imenovan za kaplana na velenjski župniji svetega Martina.
Med letoma 1985 in 1990 je študiral na Papeški univerzi Gregoriani, kjer je leta 1987 magistriral pri Karlu Neufeldu (Corpo mistico: il mistero dell'unita Chiesa e dell'Eucharistia) (COBISS) in leta 1990 še doktoriral pri Pierru Adnesu (Chiesa e sacramenti nella teologia del periodo preconciliare e nei decreti del vaticano II : indagine sul rapporto tra sacramentaria ed ecclesiologia) (COBISS). Istočasno pa je diplomiral iz bibliotekarstva na Vatikanski šoli za bibliotekarstvo. V času študija v Rimu je prebival v kolegiju Tevtonik (Collegio Teutonico del Campo Santo) in v Sloveniku.
Od leta 1990 naprej je kot znanstveni sodelavec na Kongregaciji za zadeve svetnikov sodeloval pri pripravi beatifikacije Antona Martina Slomška (1999), zlasti na področju dodatnega raziskovanja in strokovnega predstavljanja njegovega lika širši javnosti. Od leta 1993 je bil član združenja Evropska družba za katoliško teologijo (Europäische Gesellschaft für katholische Theologie), bil pa je tudi član tajništva sinode (plenarnega zbora) Cerkve na Slovenskem pri Slovenski škofovski konferenci (1997–2001).
Po vrnitvi je leta 1991 postal profesor in predavatelj na Teološki fakulteti v Ljubljani s področja dogmatične teologije. V svojem znanstvenemu raziskovanju se ukvarja tudi s eksorcizmom. Nato pa je bil še rektor mariborskega bogoslovnega semenišča (1994-2006), papeški prelat in kanonik stolnega kapitlja (1999), naddekan in leta 1999 je postal še pravnik mariborskega cerkvenega sodišča. Med letoma 1993 in 2003 je bil tudi glavni urednik Slomškovega lista; slednji je bil izdan v sklopu postopka za kanonizacijo Antona Martina Slomška, pri kateri je Turnšek tudi sodeloval kot znanstveni sodelavec Kongregacije za zadeve svetnikov.
7. aprila 2006 je postal prvi škof novoustanovljene murskosoboške škofije. Škofovsko posvečenje je potekalo 25. junija istega leta v cerkvi svetega Nikolaja. V sklopu Slovenske škofovske konference je postal med drugim odgovoren tudi za Slovensko Karitas.
Od leta 1993 je tudi član Evropske družbe za katoliško teologijo.
Od leta 2015 je pri Slovenski škofovski konferenci predsednik Teološke komisije.

## Nadškofovska služba
Papež Benedikt XVI. ga je 28. novembra 2009 imenoval za nadškofa pomočnika (koadjutorja) mariborskemu nadškofu Francu Krambergerju. Odstop slednjega je papež sprejel 3. februarja 2011, s čimer je Turnšek postal mariborski nadškof. Napovedal je tudi drugačno gospodarsko ravnanje kot v času svojega predhodnika, ko je mariborska nadškofija (in z njo povezane gospodarske družbe) zašla v finančne težave: »Prevzemam to odgovornost in želim s pomočjo sodelavcev narediti vse, da se najde najugodnejša rešitev. Prav zato se že ves čas kriznega dogajanja z vsemi svojimi močmi trudimo za kar najboljši izhod«.
31. julija 2013 je papež Frančišek zaradi odgovornosti pri finančnih težavah Cerkve k odstopu pozval tako ljubljanskega nadškofa Antona Stresa kot mariborskega nadškofa Marjana Turnška, katerega je začasno nadomestil celjski škof Stanislav Lipovšek kot apostolski administrator, naslednjega leta pa je bil za mariborskega ordinarija in metropolita imenovan p. Alojzij Cvikl.

## Škofovski grb
Svoj škofovski grb je opisal sledeče:
Grb je razdeljen na dve polji: zgornje rdeče in spodnje modro. To sta dve ikonski barvi: rdeča pomeni Božje, modra človeško. Cerkev in vsaka služba v njej, tudi škofovska, ima Božjo in človeško razsežnost. Na rdečem polju je tako imenovani kalvarijski ali stopničasti križ, pod katerim sta navadno upodobljena Marija in evangelist Janez, v vzhodni različici pa Marija in Janez Krstnik, ki ju simbolizirata dve zvezdi. Križ torej simbolizira dogodek Jezusove smrti na Kalvariji, ki je najizrazitejše zemeljsko izražanje Božje ljubezni do človeka. Bog je gotovo svojo ljubezen do človeka najmočneje izrazil na človeški način na veliki petek ob treh popoldne na Kalvariji. Ta ikonografija je v najtesnejši povezavi z mojim škofovskim geslom, ki se glasi: »Bog je ljubezen«, hkrati pa je takšna izvedba križa na slovenskih tleh tudi značilna za pokrajini na obeh bregovih Mure.
Spodnje modro polje samo zase simbolizira Marijo, saj je modra barva v naši kulturi prav marijanska. Marijo kot Zvezdo danico in Morsko zvezdo poznamo iz krščanskih molitev. Tako polje izraža ozadje mojega imena, ki v osnovi gotovo nosi Marijin koren. Čisto na koncu lahko v treh zvezdah skupaj prepoznamo tudi celjske zvezde, ki so tudi v grbu celjske škofije, ki je sedaj moja rojstna škofija.

Glede izbire gesla pa morda tole: v zadnjih letih sem kot teolog večkrat razglabljal in pisal o Božji ljubezni. Nekaj mesecev pred mojim imenovanjem je papež Benedikt XVI. izdal svojo prvo okrožnico prav pod tem naslovom in s to tematiko. Ko sem se kakšen dan po imenovanju zavedel, da sem bil imenovan za škofa 7. aprila, ki je po trenutnih izsledkih strokovnjakov najbolj verjetni datum Jezusove smrti (leta 30), mi ni ostala nobena druga izbira. V tem geslu sem se prepoznal kot riba v vodi.

## Nazivi
- docent (1994 in 2002)
- predavatelj (1991)
- kanonik (1999)
- papeški prelat (1999)

## Dela
Nadškof Turnšek je izdal več samostojnih knjižnih del, ki so namenjena poglobitvi krščanskega življenja:
- Pot v globino (1998) (COBISS)
- Najdragocenejše (1999) (COBISS)
- Govori, Gospod (2002) (COBISS)
- To troje (2005) (COBISS)
- Iz obličja v obličje (2006) (COBISS)
- Prva setev (2007) (COBISS)
- Prebudimo dremajočega velikana (2014) (COBISS) ISBN 978-961-265-129-9